# 切列克區

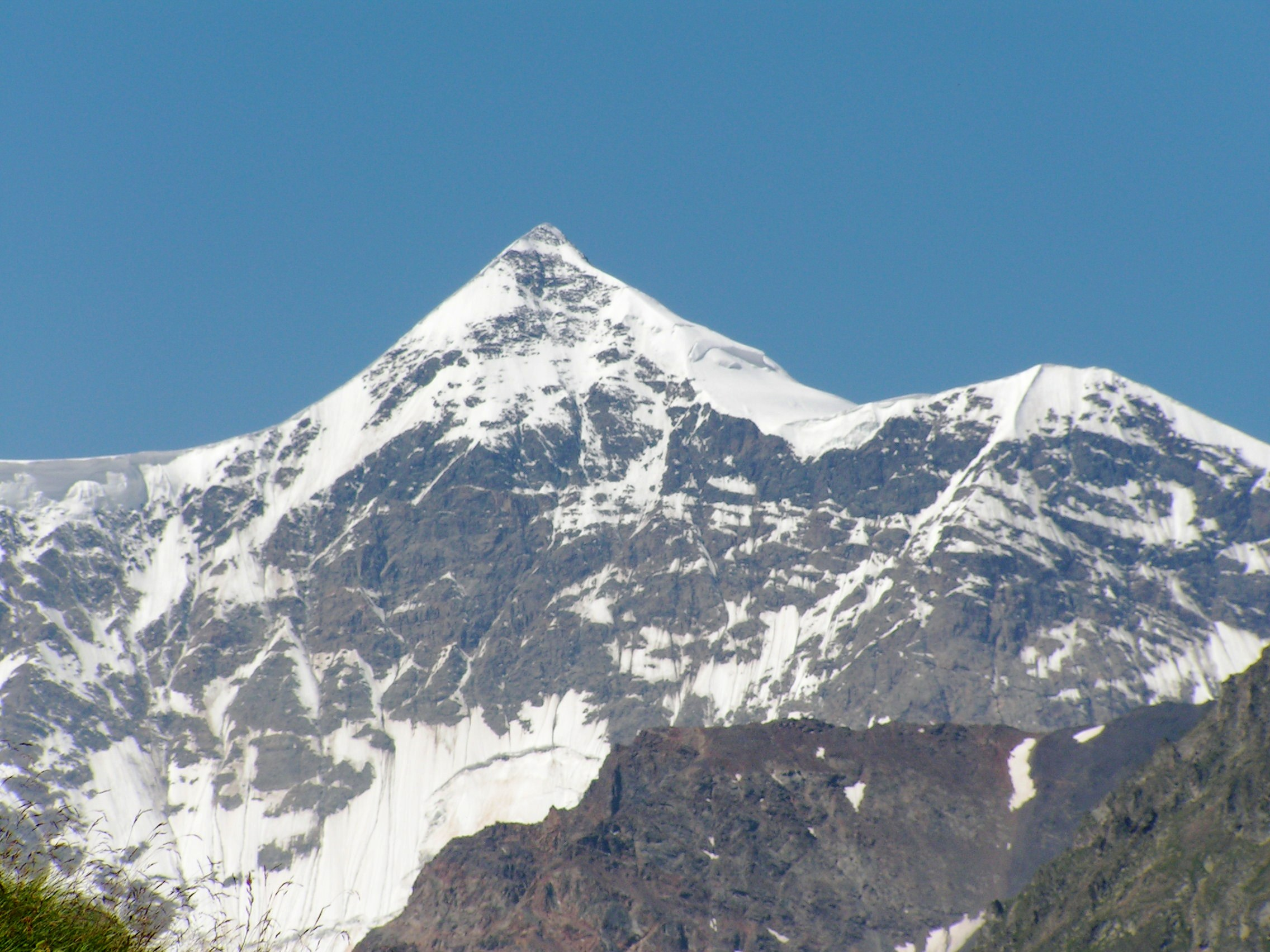

43°19′N 43°36′E / 43.317°N 43.600°E
切列克區（俄语：Черекский район），是俄羅斯的一個區，位於該國西南部，由卡巴爾達-巴爾卡爾共和國負責管轄，面積2,210平方公里，2010年人口26,956，人口密度每平方公里12.2人。